# Llywelyn ap Gruffydd

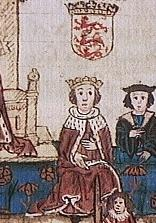
Llywelyn ap Gruffydd, Fürst von Wales

Llywelyn ap Gruffydd [ɬəˈwɛlɪn ap ˈɡrɪfɪð] (* um 1223; † 11. Dezember 1282 nahe der Ortschaft Cilmeri, einem Vorort von Builth Wells) war von 1246 bis 1282 der letzte Herrscher eines autonomen Wales, bevor es von Eduard I. von England erobert wurde. Im Englischen wird er deshalb auch als Llywelyn the Last (‚Llywelyn der Letzte‘) bezeichnet, im Walisischen auch als Llywelyn Ein Llyw Olaf (‚Llywelyn, unser letzter Herrscher‘). Zuweilen finden sich auch die Bezeichnungen Llywelyn III. (von Gwynedd) oder Llywelyn II. (von Wales).

## Herkunft und frühe Jahre
Llywelyn war der zweite von vier Söhnen von Gruffydd, dem ältesten Sohn von Llywelyn ab Iorwerth, und Senena ferch Rhodri. Sein älterer Bruder war Owain Goch („Owain der Rote“), die jüngeren hießen Dafydd und Rhodri.
Das genaue Geburtsdatum von Llywelyn steht nicht fest, aber es wird angenommen, dass er zwischen 1222 und 1223 geboren wurde. Sein Name wird erstmals 1244 als Besitzer eines Grundstücks im Vale of Clwyd in einer Urkunde erwähnt.
Nachdem sein Großvater 1240 verstorben war, wurde Llywelyns Onkel Dafydd ap Llywelyn Herrscher von Gwynedd. Llywelyns Vater und sein Bruder Owain wurden zunächst von seinem Onkel gefangengehalten, mussten später aber als Geiseln an König Heinrich III. von England übergeben werden. Dieser ließ sie im Tower von London einkerkern, wo Llywelyns Vater bei einem Fluchtversuch aus einem Fenster stürzte und dabei ums Leben kam. Das Fenster wurde später zugemauert, die Stelle ist heute noch zu sehen.
Da König Heinrich III. nun Gruffydd nicht mehr als Druckmittel gegen Dafydd ap Llywelyn benutzen konnte, kam es 1245 zum Krieg zwischen ihnen, in dem Llywelyn seinen Onkel unterstützte. Llywelyns Bruder Owain war nach dem Tod seines Vaters von König Heinrich freigelassen worden in der Hoffnung, er würde in Gwynedd einen Bürgerkrieg beginnen. Owain enttäuschte jedoch diese Erwartung und blieb in Chester. Als Dafydd 1246 unerwartet und ohne einen Nachfolger verstarb, war Llywelyn daher als einziger zur Stelle und beerbte ihn als Fürst von Gwynedd.

## Frühe Herrscherjahre

Llywelyns Wappen

Llywelyn und Owain verhandelten mit König Heinrich und schlossen schließlich 1247 einen Waffenstillstand. Bedingung war, dass sie sich nach Gwynedd Uwch Conwy, den Teil Gwynedds westlich des Flusses Conwy, zurückzogen, das zwischen ihnen aufgeteilt wurde. Das Gebiet Gwynedd Is Conwy, östlich des Flusses, ging an König Heinrich.
Als Llywelyns zweiter Bruder Dafydd ap Gruffydd volljährig wurde, huldigte er dem König, der ihm dafür einen Teil des bereits stark dezimierten Gwynedd versprach. Llywelyn wollte dies nicht akzeptieren, woraufhin Owain und Dafydd sich gegen ihn zusammenschlossen. Im Juni 1255 besiegte Llywelyn seine Brüder in der Schlacht von Bryn Derwin, nahm sie gefangen und wurde so Alleinherrscher über Gwynedd Uwch Conwy.
Danach versuchte Llywelyn, seinen Herrschaftsbereich auszudehnen. Die Bevölkerung von Gwynedd Is Conwy lehnte die englische Herrschaft ab, da sie unter den Verwaltungsbeamten zu leiden hatte. Das Gebiet, das auch Perfeddwlad genannt wurde, war mittlerweile von König Heinrich an seinen Sohn Eduard übergeben worden. Dieser reiste im Sommer 1256 dorthin, unterließ es aber, die Missstände in der dortigen Verwaltung zu beseitigen. Die Bevölkerung wandte sich an Llywelyn, der im November 1256 mit einer Armee den Conwy überquerte. Er wurde von seinem Bruder Dafydd begleitet, den er aus dem Gefängnis entlassen hatte. Bis Dezember hatte Llywelyn fast ganz Gwynedd Is Conwy erobert, nur die königlichen Burgen von Dyserth und Deganwy leisteten noch Widerstand.
Llywelyn wandte sich nun nach Süden, wo er sich mit Maredudd ap Rhys Gryg von Deheubarth zusammenschloss. Sie eroberten Ceredigion und danach Ystrad Tywi, das Maredudd als Belohnung für seine Unterstützung erhielt. Maredudds Neffe Rhys Fychan, der bisherige Herrscher von Ystrad Tywi, wurde enteignet, da er auf der Seite des Königs gestanden hatte. Im Juni 1257 versuchte Stephen Bauzan mit einer Armee, Rhys Fychan wieder an die Macht zu bringen, doch seine Armee erlitt in der Schlacht von Cymerau eine katastrophale Niederlage.
Rhys Fychan erkannte Llywelyn nun als Herrscher an, was Llywelyn vor ein Problem stellte, da er die Ländereien bereits an Maredudd übergeben hatte. Dennoch übertrug er Rhys seine alten Gebiete wieder, was dazu führte, dass sich nun Gesandte des Königs an Maredudd wandten und ihm die Wiedererlangung sämtlicher Ländereien versprachen, wenn er König Heinrich huldigen würde. Dies tat Maredudd dann auch im Jahre 1257.
Ab dem Frühjahr 1258 führte Llywelyn den Titel „Fürst von Wales“; erstmals erwähnt wird dieser Titel in einem Vertrag zwischen Llywelyn und Vertretern des schottischen Adels aus dem Clan der Cummings.
Im Jahre 1263 schloss sich Llywelyns Bruder Dafydd dem englischen König an.
In England hatte Simon V. de Montfort, der 6. Earl of Leicester, 1264 die königlichen Truppen in der Schlacht von Lewes geschlagen und den König und seinen Sohn, Prinz Eduard, gefangen genommen. Llywelyn begann mit de Montfort zu verhandeln und bot ihm im Jahre 1265 30.000 Mark für einen dauerhaften Friedensvertrag, in dem Llywelyn als Herrscher von Wales anerkannt würde. Das Abkommen von Pipton-on-Wye vom 19. Juni 1265 legte ein Bündnis zwischen Llywelyn und de Montfort fest. Die Zugeständnisse an Llywelyn im Vertrag deuten aber schon auf die zunehmende Schwächung der politischen Position de Montforts hin. Er wurde schließlich 1265 in der Schlacht von Evesham gegen die Royalisten unter Eduard getötet, in der Llywelyn für keine Seite Partei ergriff.

## Vormachtstellung in Wales
Nach dem Tod Simon de Montforts verhandelte Llywelyn mit dem König und wurde schließlich 1267 im Vertrag von Montgomery als Fürst von Wales anerkannt. Als Gegenleistung für den Titel, die eroberten Gebiete und die Huldigung aller einheimischen walisischen Regionalherrscher – mit Ausnahme Maredudds – musste er 25.000 Mark Tribut an den König zahlen, die in jährlichen Raten von 3.000 Mark zu begleichen waren. Für weitere 5.000 Mark hätte er auch die Huldigung durch den einflussreichen Maredudd bekommen können. Llywelyns Gebietsansprüche führten allerdings auch dazu, dass die kleineren südwalisischen Stammesfürsten ihm nicht freundschaftlich gegenüberstanden.
Der Vertrag von Montgomery stellt den Höhepunkt von Llywelyns Herrschaft dar. Doch schon kurz danach kam es erneut zu Problemen, zunächst in Form einer Auseinandersetzung mit Gilbert de Clare, dem 6. Earl von Hertford, über die Treuepflicht von Maredudd ap Gruffudd, eines walisischen Adligen, der Ländereien in Glamorgan besaß. Gilbert ließ als Antwort darauf Caerphilly Castle errichten. König Heinrich schickte einen Bischof, um die Burg zu übernehmen, solange die Meinungsverschiedenheiten andauerten. Mit einem Trick gelang es Gilbert jedoch die Burg zurückzubekommen, und der König war nicht in der Lage, dies zu verhindern.
Beim Tod König Heinrichs im Jahr 1272 befand sich der neue König Eduard I. nicht im Königreich, die vorübergehende Regentschaft wurde von drei Personen ausgeführt. Einer dieser Regenten war Roger Mortimer, 1. Baron Mortimer, Llywelyns Cousin und einer seiner Rivalen in den Grenzmarken. Als Humphrey de Bohun, 3. Earl of Hereford, versuchte, Brycheiniog zurückzuerobern, das Llywelyn im Vertrag von Montgomery zugesprochen worden war, unterstützte Mortimer de Bohun. Gleichzeitig schaffte Llywelyn es nicht, die Geldsummen aufzubringen, die im Vertrag festgelegt waren, weil die Ländereien nicht soviel Geld abwarfen. Er stellte die Zahlungen schließlich ein.
Im Frühjahr des Jahres 1274 planten Llywelyns Bruder Dafydd, Gruffydd ap Gwenwynwyn von Powys Wenwynwyn und sein Sohn Owain, Llywelyn umzubringen. Als der Anschlag durchgeführt werden sollte, hielt sich Dafydd bei seinem Bruder auf und es war geplant, dass Owain am 2. Februar mit bewaffneten Männern dort erscheinen sollte. Er wurde aber durch einen Schneesturm aufgehalten. Llywelyn erfuhr erst gegen Ende des Jahres von dem gescheiterten Anschlag, als sich Owain dem Bischof von Bangor offenbarte. Owain erklärte, es sei beabsichtigt gewesen, Dafydd zum Fürsten von Gwynedd zu machen; Gruffydd sollte für seine Mithilfe Ländereien erhalten. Dafydd und Gruffydd flohen daraufhin nach England, wo sie sich dem König anschlossen und Raubzüge in Llywelyns Besitztümer unternahmen, was Llywelyns Zorn auf sie weiter anheizte. Als König Eduard Llywelyn im Jahre 1275 aufforderte, nach Chester zu kommen, um ihm zu huldigen, weigerte er sich.
Zu weiteren ernsten Spannungen mit König Eduard I. kam es, als Llywelyn sich erneut mit der Familie von Simon de Montfort verbündete, obwohl diese nicht mehr den Einfluss hatte wie in früheren Jahren. Er ersuchte um die Hand von Eleonore de Montfort, der Tochter Simon de Montforts. Die Heirat wurde durch eine Ferntrauung vollzogen, König Eduard I. erhob jedoch Einspruch, da die Braut zur königlichen Familie gehörte. Ihre Mutter war Eleanor von England, Tochter von König Johann und Prinzessin des Hauses Plantagenet. Als Eleonore in Frankreich in See stach, um Llywelyn zu treffen, warb Eduard Piraten an, die das Schiff aufbrachten. Eleonore wurde auf Schloss Windsor festgehalten, bis Llywelyn bestimmte Zugeständnisse gemacht hatte.
Im Jahre 1276 wurde Llywelyn vom König zum Rebellen erklärt und ein Jahr später zog der König mit einer gewaltigen Armee gegen ihn. Eduard beabsichtigte, Llywelyn sämtliche Ländereien abzunehmen und Gwynedd Is Conwy unmittelbar in seinen eigenen Herrschaftsbereich einzugliedern. Gwynedd Uwch Conwy sollte zwischen Llywelyns Brüdern Dafydd und Owain aufgeteilt werden, entweder ganz oder aber mit Ausnahme der Insel Anglesey, die in diesem Fall ebenfalls durch die Krone annektiert werden sollte. Eduard wurde von Dafydd ap Gruffydd und Gruffydd ap Gwenwynwyn unterstützt, und auch eine Vielzahl der kleineren walisischen Stammesfürsten, die früher an Llywelyns Seite gekämpft hatten, beeilten sich nun, ihren Frieden mit dem König zu machen. Im Sommer 1277 hatten Eduards Truppen den Conwy erreicht und lagerten bei Deganwy, während ein anderer Truppenteil Anglesey erobert und dort die gesamte Weizenernte beschlagnahmt hatte. Dadurch wurde Llywelyn der Nachschub abgeschnitten, sodass er gezwungen war, in Verhandlung zu treten.

## Vertrag von Aberconwy

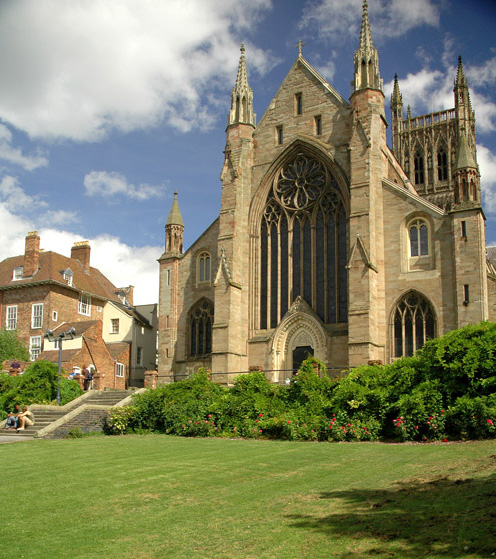
Die Kathedrale von Worcester, in der Llywelyn Eleonore de Montfort heiratete

Die Verhandlungen endeten im Vertrag von Aberconwy. Es wurde Frieden geschlossen, doch im Gegenzug musste Llywelyn einige bedeutende Zugeständnisse machen. Sein Herrschaftsbereich wurde wieder auf Gwynedd Uwch Conwy beschränkt. Teile von Gwynedd Is Conwy wurden Dafydd ap Gruffydd gegeben mit dem Versprechen, ihm, sollte Llywelyn ohne Erben sterben, stattdessen einen Teil von Gwynedd Uwch Conwy zu überlassen. Llywelyn wurde gezwungen, den englischen König als seinen Oberherrn anzuerkennen. Bislang hatte er sich geweigert, aber nach den Ereignissen des Jahres 1276, die ihn bis auf einen kleinen Teil all seiner Ländereien beraubten, war das nicht mehr möglich.
Er reiste zu Eduard, der zusammen mit Eleonore und der königlichen Familie in Worcester residierte. Nachdem Llywelyn den königlichen Forderungen nachgegeben hatte, erhielt er die Erlaubnis, Eleonor zu heiraten. Die Trauung wurde in der Kathedrale von Worcester vollzogen. Bis heute existiert dort ein Glasfenster, das die Szene zeigt. Bei der Hochzeit soll es sich um eine echte Liebesheirat gehandelt haben. Diese These wird auch dadurch gestützt, dass Llywelyn, soweit bekannt, keine unehelichen Kinder hatte, was gerade in der walisischen Herrscherfamilie äußerst ungewöhnlich war. (Im mittelalterlichen Wales hatten uneheliche Kinder die gleichen Erbrechte wie eheliche Kinder.)
Der Fürst und die Fürstin von Wales (die auch den Titel Lord und Lady of Snowdon führten) kehrten in ihr verkleinertes Reich zurück und lebten dort eine gewisse Zeit in Frieden, doch die Beziehungen zu Eduard verschlechterten sich immer mehr. Gruffydd ap Gwenwynwyn war sein Land zurückgegeben worden, und ein heftiger Streit entstand zwischen Llywelyn und ihm über Gebiete in Arwystli. Llywelyn wollte den Streit nach walisischem Recht entschieden wissen, während Gruffydd auf der Anwendung des englischen Rechts beharrte und dabei vom König unterstützt wurde.

## Letzter Feldzug und Tod
Im Frühjahr 1282 waren viele kleinere Stammesfürsten, die 1277 König Eduard gegen Llywelyn unterstützt hatten, unzufrieden mit den königlichen Steuereintreibern. Am Palmsonntag jenes Jahres griff Dafydd ap Gruffydd die Engländer in Hawarden Castle an und belagerte Rhuddlan. Der Aufstand griff schnell auf andere Teile von Wales über. Aberystwyth Castle wurde erobert, genau wie Ystrad Tywi in Südwales und Carreg Cennen Castle.
In einem Brief an den Erzbischof von Canterbury, John Peckham, erklärt Llywelyn, er habe mit der Planung des Aufstands nichts zu tun gehabt. Dennoch fühlte er sich verpflichtet, seinen Bruder zu unterstützen, und so begann ein Krieg, für den die Waliser nicht gerüstet waren.
Mit Beginn des Krieges musste Llywelyn auch einen familiären Schicksalsschlag hinnehmen. Am 19. Juni 1282 starb seine Frau Eleonore in Garth Celyn (heute Pen y Bryn, Abergwyngregyn) bei der Geburt ihrer Tochter Gwenllian.

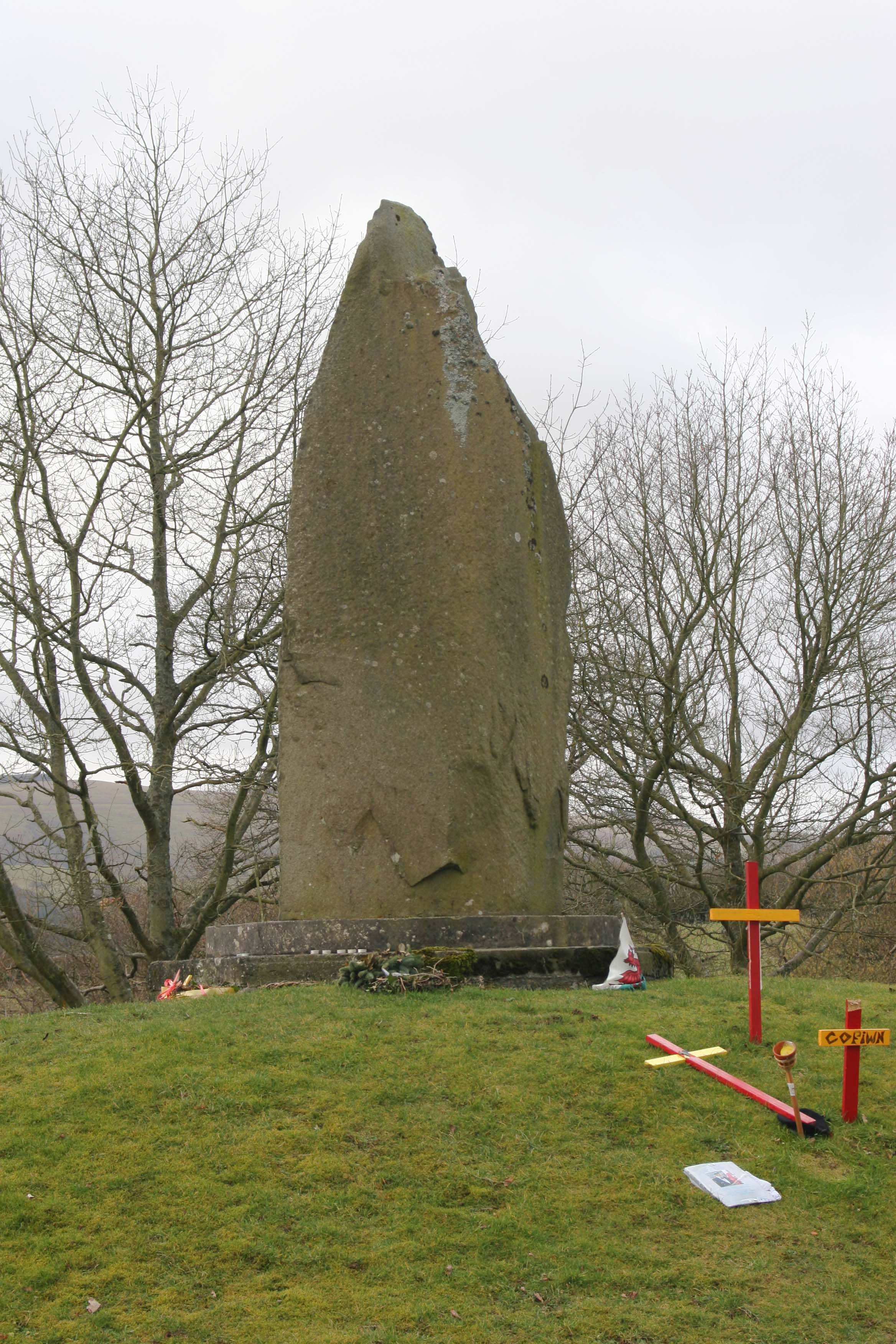
Das Llywelyn-Denkmal bei Cilmeri

Die Auseinandersetzungen nahmen einen ähnlichen Gang wie 1277: Eduard eroberte zunächst Gwynedd Is Conwy und dann Anglesey, wo er erneut die Weizenernte beschlagnahmte. Bei dem Versuch, von Anglesey auf das Festland überzusetzen, musste die Besatzungsarmee allerdings eine Niederlage einstecken. Der Erzbischof von Canterbury versuchte, zwischen Llywelyn und dem König zu vermitteln, und Llywelyn wurde ein großes Stück Land in England angeboten, wenn er Wales an Eduard abträte. Dafydd sollte sich dem Kreuzzug anschließen und nicht ohne Erlaubnis des Königs zurückkehren. In einer emotionalen Antwort erklärte Llywelyn, er werde niemals das Volk verlassen, das seine Vorfahren seit den Zeiten von Kamber, dem Sohn Brutus von Britanniens, beschützt hätten. Das Angebot wurde somit abgelehnt.
Llywelyn überließ nun Dafydd die Verteidigung von Gwynedd und zog mit seinen Truppen nach Süden, um in Mittel- und Südwales um Unterstützung zu werben und eine strategisch wichtige zweite Front zu eröffnen.
In der Schlacht von Orewin Bridge bei Builth Wells wurde er getötet, nachdem er sich zeitweilig von seiner Armee entfernt hatte. Die genauen Umstände seines Todes sind unklar, und es gibt zwei verschiedene Versionen darüber. Beide stimmen darin überein, dass Llywelyn durch eine List von seiner Armee fortgelockt und dann getötet wurde.
Nach der ersten Version soll er sich zusammen mit dem obersten Geistlichen seines Heeres den Truppen von Edmund Mortimer und Hugh Le Strange genähert haben, nachdem sie eine Brücke überquert hatten. Dort hörten sie Kampflärm, weil die Hauptstreitmacht ihrer Armee auf die Truppen von Roger Dispenser und Gruffudd ap Gwenwynwyn getroffen war. Llywelyn machte kehrt, um zu seinen Truppen zu gelangen, wobei er von einem einzelnen Lanzenreiter verfolgt worden sein soll, der ihn dann tötete. Erst viel später soll einem englischen Ritter aufgefallen sein, dass es sich bei dem Toten um den Fürsten von Wales handelte. Diese Version wurde 50 Jahre später in Nordengland aufgeschrieben und weist verdächtige Parallelen zu der Geschichte über die Schlacht von Stirling Bridge in Schottland auf.
Die zweite Version wurde von Mönchen in Ostengland aufgeschrieben, die Kontakt zu Llywelyns im Exil befindlicher Tochter Gwenllian ferch Llywelyn und seiner Nichte Gwladys ferch Dafydd hatten.
Danach soll sich Llywelyn an der Spitze seiner Armee den Truppen von Edmund und Roger Mortimer, Hugo Le Strange und Grufudd ap Gwenwynwyn genähert haben, da diese versprochen hatten, ihm zu huldigen. Dies war allerdings ein Trick. Die gegnerische Armee begann sofort den Kampf und Llywelyn wurde mit 18 Getreuen von seiner Armee abgeschnitten. Bei Sonnenuntergang konnte sich die Gruppe, zu der auch Geistliche gehörten, in den Wald flüchten. Dort wurden sie jedoch gestellt und Llywelyn wurde niedergestreckt. Als er im Sterben lag, verlangte er nach einem Priester und gab seine Identität preis. Daraufhin versetzte man ihm den Todesstoß und schlug ihm den Kopf ab. Der Leichnam wurde durchsucht und einige Dinge gefunden, einschließlich einer Liste von „Mitverschwörern“ (dieses Detail erscheint sehr zweifelhaft), sowie sein privates Siegel.
In einem Brief schrieb Erzbischof Peckham am 17. Dezember 1282 an Robert, Bischof von Bath und Wells:

„Wenn der König das Exemplar (der Liste) wünscht, das in der Reithose Llywelyns gefunden wurde, kann er es von Edmund Mortimer bekommen, der es aufbewahrt, genau wie Llywelyns geheimes Siegel und einige andere Dinge, die am gleichen Ort gefunden wurden.“

Um das Schicksal von Llywelyns abgeschlagenem Kopf ranken sich verschiedene Legenden. Es ist bekannt, dass er zu König Eduard nach Rhuddlan geschickt wurde und dann weiter zu den Truppen in Anglesey. Danach schickte Eduard den Kopf nach London, wo er einen Tag lang am Pranger ausgestellt wurde. Dabei wurde er mit Efeu „gekrönt“ (dies sollte zeigen, dass er der König der Banditen war) als Verspottung der walisischen Prophezeiung, dass eines Tages ein Waliser in London zum König über ganz Britannien gekrönt werden würde (was schließlich auch eintraf, als Heinrich VII. 1485 König wurde). Danach wurde der Kopf an der Spitze einer Lanze von einem Reiter zum Tower von London gebracht und auf den Zinnen des Tores ausgestellt. Auch 15 Jahre später soll er sich noch dort befunden haben.
Der Verbleib des kopflosen Körpers ist nicht geklärt, obwohl es in den Überlieferungen heißt, er sei in der Zisterzienserabtei von Abbeycwmhir bestattet worden. Am 28. Dezember 1282 wies Erzbischof Peckham in einem Brief den Erzdiakon des Klosters in Brecon an, er möge sich Klarheit darüber verschaffen, ob der Körper Llywelyns in der Kirche von Cwmhir beerdigt worden sei.
Ein weiterer Hinweis auf diesen Aufenthaltsort findet sich in der Chronik von Florence von Worcester:

„Was den Körper des Prinzen betrifft, seinen verstümmelten Rumpf, so wurde er in der Abtei von Cwm Hir beerdigt, die dem Zisterzienserorden angehört.“

Einer anderen Theorie zufolge wurde sein Körper nach Llanrumney Hall in Cardiff verbracht.
Der Dichter Gruffydd ab yr Ynad Coch schrieb in einer Elegie über Llywelyn:
Do you not see the path of the wind and the rain?
Do you not see the oak trees in turmoil?
Cold my heart in a fearful breast
For the king, the oaken door of Aberffraw
Einen rätselhaften Bezug ohne weitere Erklärung findet man in der walisischen Chronik Brut y Tywysogion:

„[…] und dann wurde Llywelyn im Glockenturm von Bangor von seinen eigenen Männern verraten.“

## Das Ende des Herrscherhauses

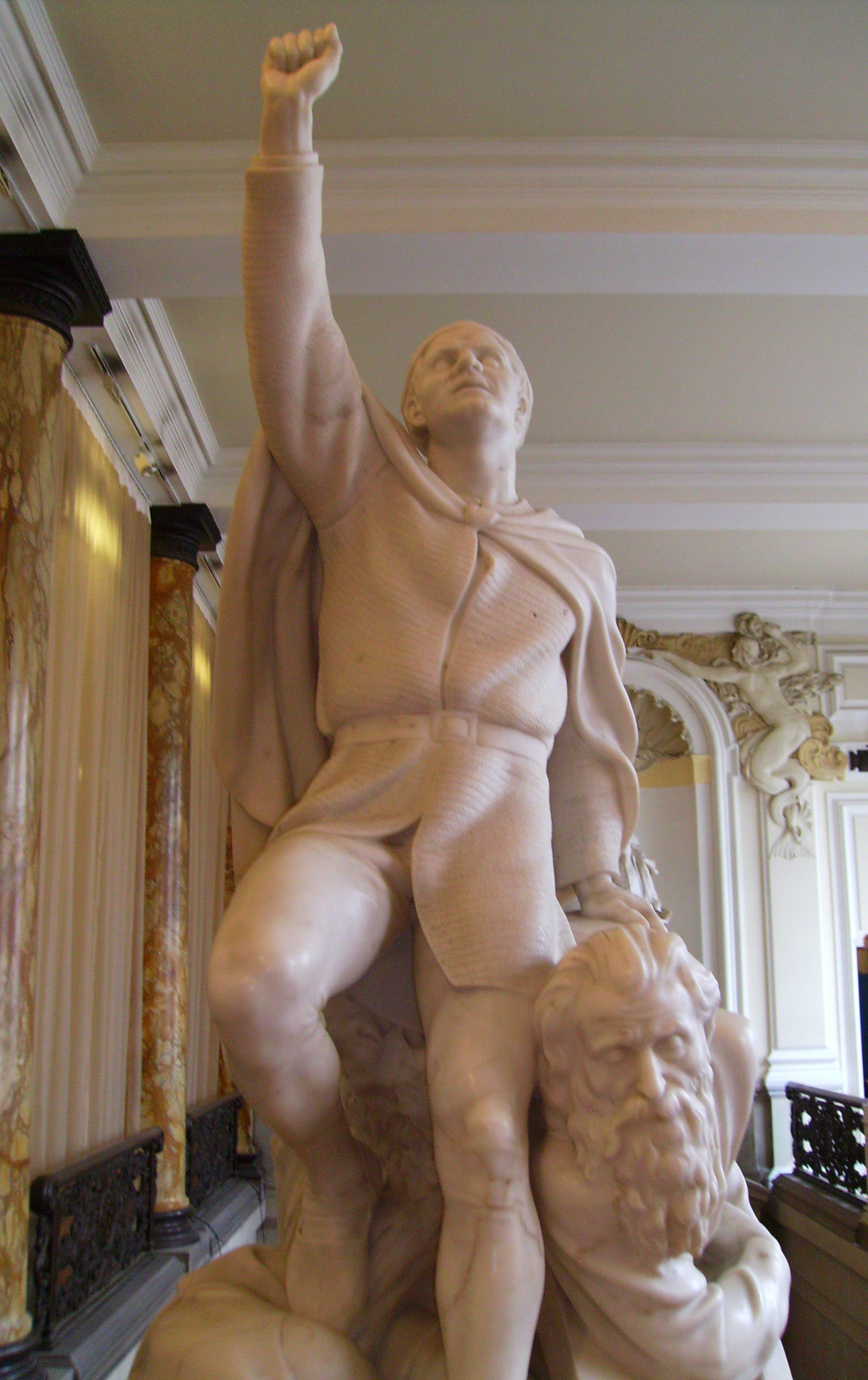
Llywelynstatue im Rathaus von Cardiff

Durch den Verlust Llywelyns schwand die Moral der Waliser und der Wille zum Widerstand. Dafydd war Llywelyns Nachfolger und versuchte noch mehrere Monate, den Aufstand weiterzuführen. Im Juni 1283 wurde er am Berg Bera oberhalb von Garth Celyn zusammen mit seiner Familie gefangen genommen. Er wurde dem König vorgeführt und anschließend in Shrewsbury von einer außerordentlichen Sitzung des Parlaments zum Tode verurteilt. Die Hinrichtung erfolgte, nachdem man ihn durch die Straßen geschleift hatte, durch „Hängen, Ausweiden und Vierteilen“.
Nach der endgültigen Niederlage von 1283 wurden Gwynedd sämtliche herrschaftlichen Insignien und Wappen entzogen. Mit besonderer Freude beschlagnahmte Eduard den Familienwohnsitz der Dynastie von Gwynedd. Im August 1284 hielt König Eduard I. Hof in Garth Celyn (heute Abergwyngregyn) und entfernte auch dort sämtliche Hinweise auf das eigene Fürstentum. Llywelyns Krone wurde feierlich im Schrein von St. Edward in Westminster ausgestellt. Die Familienjuwelen wurden eingezogen und die Siegelmusterplatten von Llywelyn, seiner Frau und seinem Bruder Dafydd wurden eingeschmolzen und ein Trinkbecher daraus gefertigt. Die wertvollste religiöse Reliquie in Gwynedd, das so genannte Cross of Neith – der Legende nach ein Stück des „wahren Kreuzes“ Jesu –, wurde nach London gebracht und im Mai 1285 in einer feierlichen Prozession, angeführt vom König, der Königin, dem Erzbischof von Canterbury mit 14 Bischöfen und den einflussreichsten Personen des Reiches, durch die Stadt getragen.
Durch diese Maßnahmen eignete sich König Eduard die historischen und religiösen Insignien des Hauses Gwynedd an, um der Welt zu zeigen, dass das Geschlecht der walisischen Herrscher von Gwynedd ausgelöscht worden und das Fürstentum an die englische Krone gefallen war.
Ein zeitgenössischer Chronist soll hierzu gesagt haben: „Und damit wurde ganz Wales niedergeworfen.“ ("And then all Wales was cast to the ground.")
Die meisten Verwandten Llywelyns verbrachten ihr restliches Leben in Gefangenschaft; nennenswerte Ausnahmen waren sein jüngerer Bruder Rhodri sowie ein entfernter Cousin, Madog ap Llywelyn. Rhodri hatte schon frühzeitig sein Recht auf die Fürstenkrone an Llywelyn abgetreten und sich stets um politische Unauffälligkeit bemüht. 1272 war er nach England ins Exil gegangen, wo er auch 1315 starb. Er besaß Ländereien in Gloucestershire, Cheshire, Surrey und Powys. Sein Enkel Owain Lawgoch versuchte später noch einmal erfolglos, den Titel „Fürst von Wales“ zu bekommen.
Madog ap Llywelyn setzte sich im Jahre 1294 an die Spitze eines Aufstandes gegen König Edward und rief sich dabei ebenfalls zum Fürsten von Wales aus, wurde jedoch 1295 von den englischen Truppen besiegt und gefangen genommen.
Llywelyns und Eleonores erst einjährige Tochter Gwenllian wurde ins Kloster von Sempringham in Lincolnshire gegeben, wo sie blieb, bis sie im Jahre 1337 ohne Nachkommen starb. Sie wusste wahrscheinlich nur wenig über ihre fürstliche Abkunft und sprach kein Walisisch.
Dafydds zwei überlebende Söhne wurden ins Gefängnis von Bristol verbracht, wo sie für den Rest ihres Lebens blieben.
Über Llywelyns älteren Bruder Owain gibt es nach 1282 keine Aufzeichnungen mehr. Es wird vermutet, dass er ebenfalls ermordet wurde.

## Historische Romane
- Die amerikanische Autorin Sharon Kay Penman hat die Geschichten von Llywelyn Fawr, Llywelyn ap Gruffydd und Dafydd ap Gruffydd zu einer Roman-Trilogie verarbeitet. Die Titel der einzelnen Bände lauten: Here be Dragons, Falls the Shadow und The Reckoning.

- Das Leben von Llywelyn ist Gegenstand des Brothers of Gwynedd Quartet, eines vierbändigen Romanzyklus von Edith Pargeter. Die einzelnen Bände sind: Sunrise in the West (1974); The Dragon at Noonday (1975); The Hounds of Sunset (1976); Afterglow and Nightfall (1977).

## Sagenwelt
Als Geschenk von König Johann Ohneland von England soll Fürst Llywelyn ab Iorwerth von Gwynedd den Hund Gelert erhalten haben. Eines Tages fand Llywelyn bei der Rückkehr von der Jagd die Wiege seines kleinen Sohns umgestoßen. Das Baby war nirgends zu finden, und Gelert, den Llywelyn zur Bewachung des Kindes zurückgelassen hatte, war blutverschmiert. Llywelyn glaubte, dass der Hund seinen Sohn getötet hätte und tötete diesen mit seinem Schwert. Kurz danach hörte der Fürst jedoch das Weinen eines Kindes und fand seinen Sohn unverletzt unter der Wiege. Daneben lag ein Wolf, den Gelert getötet hatte. Llywelyn bereute seine Tat, ließ den Hund ehrenvoll begraben und soll danach nie mehr gelacht haben.